# Серединно-океанічний хребет

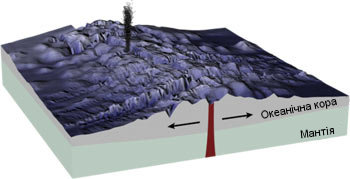
Океанічні хребти

Формування серединноокеанічного хребта в зоні спредингу

Серединно-океанічний хребет — глобальна система лінійно-довгастих піднять на дні океанів, протяжністю в десятки тисяч кілометрів.

## Загальний опис
Висота океанічного хребта становить звичайно 1—3 км. Особливо виділяється система серединно-океанічних хребтів загальною протяжністю близько 60 000 км. Окремі їхні вершини підіймаються над рівнем океану з утворенням вулканічних островів.
У осьовій частині системи океанічних хребтів розташовуються рифтові долини. Вздовж рифтових западин виявлені осередки неглибоких (перші кілометри) землетрусів. Тут же відмічається високий тепловий потік, приблизно в 2-3 рази вищий середнього значення для Землі. Вздовж осі серединно-океанічних хребтів концентруються численні вулкани, відмічені вияви гідротермальної діяльності з утворенням покладів металоносних мулів. За геофізичними даними, під осьовими зонами океанічних хребтів літосфера аномально тонка і складає всього декілька кілометрів.
Утворення океанічних хребтів пов'язується з підняттям покрівлі астеносфери. Вздовж океанічних хребтів розташовуються симетричні смугові магнітні аномалії, з якими пов'язується вік дна океану. Осьові зони є областями розходження літосферних плит — їхніми дивергентними кордонами. Вивчення особливостей будови океанічних хребтів дало основу для створення концепції спредингу (розростання) океанічного дна.